# 小行星18113
小行星18113（18113 Bibring）是一颗绕太阳运转的小行星，为主小行星带小行星。该小行星于2000年7月5日发现。

## 轨道参数
小行星18113的轨道半长轴为2.2909317 UA，离心率为0.134。